# King William Street
King William Street è una strada nella Città di Londra.

## Posizione e accesso

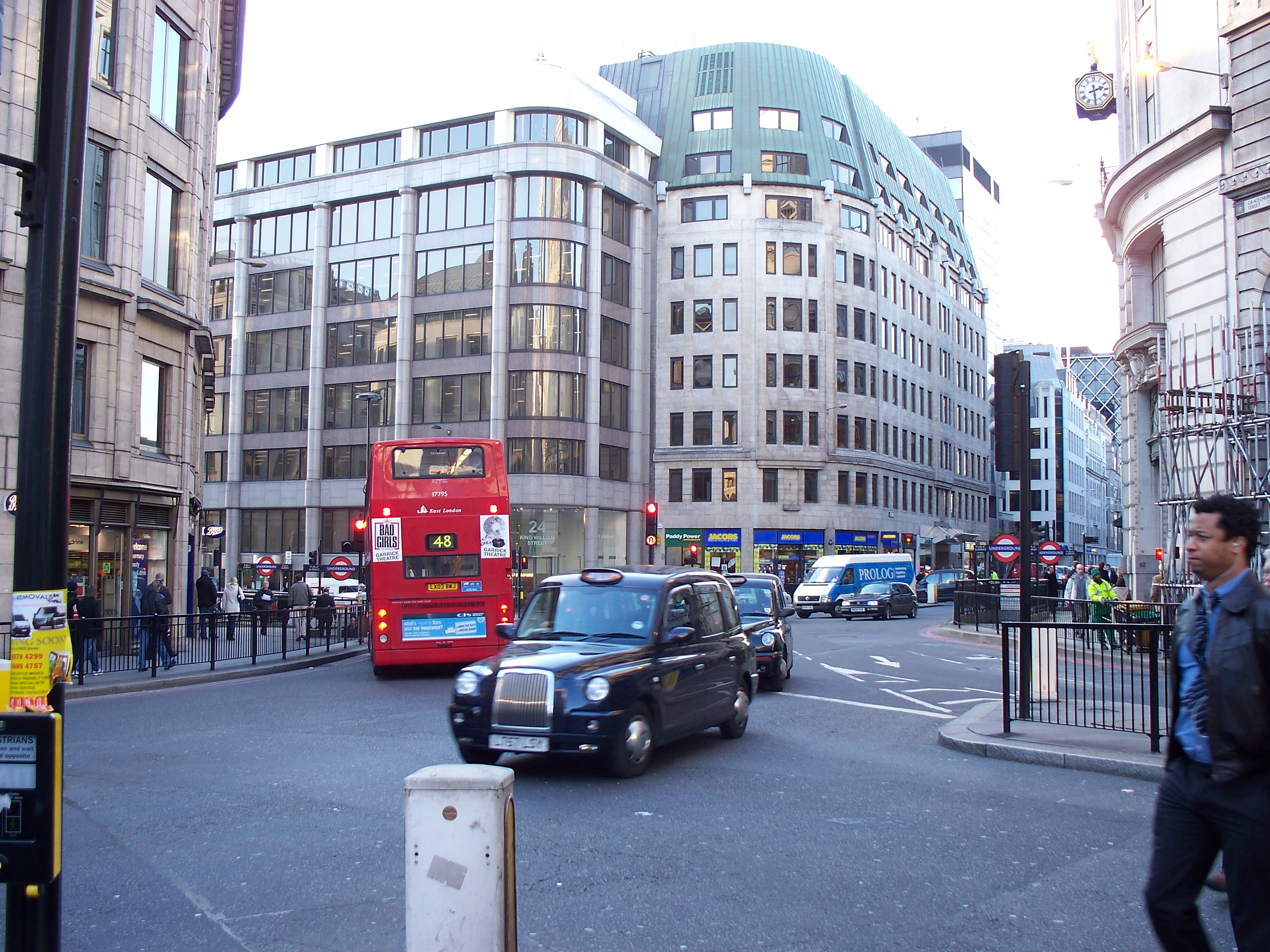
Incrocio di King William Street e Gracechurch Street.

Inizia vicino alla Banca d'Inghilterra all'incrocio principale della città, con Queen Victoria Street e Lombard Street, in direzione sud-est verso Cannon Street e Gracechurch Street, e prosegue verso sud fino a London Bridge.
La stazione della metropolitana più vicina è Bank, dove circolano i treni della linea Central, Northern e Waterloo & City.

## Origine del nome
Il nome della strada evoca il re regnante al momento della sua apertura, Guglielmo IV (King William in inglese).

## Storia
Fu costruita dal 1829 al 1835.

## Edifici notevoli e luoghi della memoria
No 1: sede di Londra della banca d'investimento N M Rothschild & Sons.

## Nella letteratura
King William Street è menzionata nella poesia di T. S. Eliot The Waste Land. Le righe 60–68 recitano:
Unreal City,
Under the brown fog of a winter dawn,

A crowd flowed over London Bridge, so many,

I had not thought death had undone so many.

Sighs, short and infrequent, were exhaled,

And each man fixed his eyes before his feet.

Flowed up the hill and down King William Street,

To where Saint Mary Woolnoth kept the hours

With a dead sound on the final stroke of nine.
– The Waste Land, T. S. Eliot.
All'epoca in cui scrisse questa sezione, T. S. Eliot lavorava per una banca in città.